# BinckBank Tour 2018
El BinckBank Tour 2018, 14a edició del BinckBank Tour, és una competició ciclista que es desenvolupà entre el 13 i el 19 d'agost de 2018. Es desenvolupa sobre un recorregut de 1.122,4 km, repartits entre 7 etapes. La prova va ser la vint-i-novena cursa de l'UCI World Tour 2018.
El vencedor final de la cursa fou l'eslovè Matej Mohorič (Bahrain-Merida). Completaren el podi l'australià Michael Matthews (Team Sunweb) i el belga Tim Wellens (Lotto-Soudal).

## Equips participants
En aquesta prova hi prenen part 18 equips UCI World Tour i cinc equips continentals professionals:
| WorldTeams (18)- AG2R La Mondiale - Astana - Bahrain-Merida - BMC Racing Team - Bora-Hansgrohe - Dimension Data - EF Education First-Drapac p/b Cannondale - Groupama-FDJ - Katusha-Alpecin - Lotto NL-Jumbo - Lotto Soudal - Mitchelton-Scott - Movistar Team - Quick-Step Floors - Sky - Team Sunweb - Trek-Segafredo - UAE Team Emirates Equips continentals professionals (5)- Roompot-Nederlandse Loterij - Sport Vlaanderen-Baloise - Vérandas Willems-Crelan - Wanty-Groupe Gobert - WB-Aqua Protect-Veranclassic |
| |

## Etapes
| Etapa    | Data      | Ciutats d'etapa                    | type                      | Distància (km) | Vencedor de l'etapa | Líder de la general |
| -------- | --------- | ---------------------------------- | ------------------------- | -------------- | ------------------- | ------------------- |
| 1a etapa | 13 de ago | Heerenveen – Bolsward              | etapa plana               | 177,3          | Fabio Jakobsen      | Fabio Jakobsen      |
| 2a etapa | 14 de ago | Venray – Venray                    | contrarellotge individual | 12,7           | Stefan Küng         | Stefan Küng         |
| 3a etapa | 15 de ago | Aalter – Anvers                    | etapa plana               | 166            | Taco van der Hoorn  | Matej Mohorič       |
| 4a etapa | 16 de ago | Blankenberge – Ardooie             | etapa plana               | 165,5          | Jasper Stuyven      | Matej Mohorič       |
| 5a etapa | 17 de ago | Sint-Pieters-Leeuw – Lanaken       | etapa plana               | 209,2          | Magnus Cort Nielsen | Matej Mohorič       |
| 6a etapa | 18 de ago | Riemst – Sittard-Geleen            | etapa accidentada         | 182,2          | Gregor Mühlberger   | Matej Mohorič       |
| 7a etapa | 19 de ago | Eau d'Heure lakes – Geraardsbergen | etapa accidentada         | 209,5          | Michael Matthews    | Matej Mohorič       |

### Etapa 1
| \| Classificació de l'etapa \| Classificació de l'etapa \| Classificació de l'etapa \| Classificació de l'etapa \| Classificació de l'etapa \| \| Corredor \| Corredor \| Equip \| Temps \| \| \| ------------------------ \| ------------------------ \| ------------------------ \| ------------------------ \| ------------------------ \| \| 1r \| Fabio Jakobsen \| Quick-Step Floors \| 4h 01' 00" \| \| \| 2n \| Marcel Kittel \| Katusha-Alpecin \| + 0" \| \| \| 3r \| Caleb Ewan \| Mitchelton-Scott \| + 0" \| \| \| 4t \| Kristoffer Halvorsen \| Team Sky \| + 0" \| \| \| 5è \| Max Walscheid \| Team Sunweb \| + 0" \| \| \| 6è \| Dylan Groenewegen \| LottoNL-Jumbo \| + 0" \| \| \| 7è \| Matteo Pelucchi \| Bora-Hansgrohe \| + 0" \| \| \| 8è \| Timothy Dupont \| Wanty-Groupe Gobert \| + 0" \| \| \| 9è \| Jasper Stuyven \| Trek-Segafredo \| + 0" \| \| \| 10è \| Riccardo Minali \| Astana \| + 0" \| \| |                      |                     |            |
| |                      |                     |            |
| Font: ProCyclingStats |                      |                     |            |
| Classificació de l'etapa |                      |                     |            |
| Corredor | Corredor             | Equip               | Temps      |
| 1r | Fabio Jakobsen       | Quick-Step Floors   | 4h 01' 00" |
| 2n | Marcel Kittel        | Katusha-Alpecin     | + 0"       |
| 3r | Caleb Ewan           | Mitchelton-Scott    | + 0"       |
| 4t | Kristoffer Halvorsen | Team Sky            | + 0"       |
| 5è | Max Walscheid        | Team Sunweb         | + 0"       |
| 6è | Dylan Groenewegen    | LottoNL-Jumbo       | + 0"       |
| 7è | Matteo Pelucchi      | Bora-Hansgrohe      | + 0"       |
| 8è | Timothy Dupont       | Wanty-Groupe Gobert | + 0"       |
| 9è | Jasper Stuyven       | Trek-Segafredo      | + 0"       |
| 10è | Riccardo Minali      | Astana              | + 0"       |

| \| Classificació general \| Classificació general \| Classificació general \| Classificació general \| Classificació general \| \| Corredor \| Corredor \| Equip \| Temps \| \| \| --------------------- \| --------------------- \| ---------------------------- \| --------------------- \| --------------------- \| \| 1r \| Fabio Jakobsen \| Quick-Step Floors \| 4h 00' 50" \| \| \| 2n \| Marcel Kittel \| Katusha-Alpecin \| + 4" \| \| \| 3r \| Elmar Reinders \| Roompot-Nederlandse Loterij \| + 5" \| \| \| 4t \| Dries De Bondt \| Verandas Willems-Crelan \| + 5" \| \| \| 5è \| Caleb Ewan \| Mitchelton-Scott \| + 6" \| \| \| 6è \| Manuele Boaro \| Bahrain-Merida \| + 7" \| \| \| 7è \| Dimitri Peyskens \| WB-Aqua Protect-Veranclassic \| + 7" \| \| \| 8è \| Matej Mohorič \| Bahrain-Merida \| + 9" \| \| \| 9è \| Thomas Sprengers \| Sport Vlaanderen-Baloise \| + 9" \| \| \| 10è \| Kristoffer Halvorsen \| Team Sky \| + 10" \| \| |                      |                              |            |
| |                      |                              |            |
| Font: ProCyclingStats |                      |                              |            |
| Classificació general |                      |                              |            |
| Corredor | Corredor             | Equip                        | Temps      |
| 1r | Fabio Jakobsen       | Quick-Step Floors            | 4h 00' 50" |
| 2n | Marcel Kittel        | Katusha-Alpecin              | + 4"       |
| 3r | Elmar Reinders       | Roompot-Nederlandse Loterij  | + 5"       |
| 4t | Dries De Bondt       | Verandas Willems-Crelan      | + 5"       |
| 5è | Caleb Ewan           | Mitchelton-Scott             | + 6"       |
| 6è | Manuele Boaro        | Bahrain-Merida               | + 7"       |
| 7è | Dimitri Peyskens     | WB-Aqua Protect-Veranclassic | + 7"       |
| 8è | Matej Mohorič        | Bahrain-Merida               | + 9"       |
| 9è | Thomas Sprengers     | Sport Vlaanderen-Baloise     | + 9"       |
| 10è | Kristoffer Halvorsen | Team Sky                     | + 10"      |

### Etapa 2
| \| Classificació de l'etapa \| Classificació de l'etapa \| Classificació de l'etapa \| Classificació de l'etapa \| Classificació de l'etapa \| \| Corredor \| Corredor \| Equip \| Temps \| \| \| ------------------------ \| ------------------------ \| ------------------------ \| ------------------------ \| ------------------------ \| \| 1r \| Stefan Küng \| BMC Racing Team \| 14' 11" \| \| \| 2n \| Victor Campenaerts \| Lotto-Soudal \| + 14" \| \| \| 3r \| Søren Kragh Andersen \| Team Sunweb \| + 15" \| \| \| 4t \| Michael Matthews \| Team Sunweb \| + 15" \| \| \| 5è \| Maximilian Schachmann \| Quick-Step Floors \| + 19" \| \| \| 6è \| Alex Dowsett \| Katusha-Alpecin \| + 19" \| \| \| 7è \| Luke Durbridge \| Mitchelton-Scott \| + 20" \| \| \| 8è \| Miles Scotson \| BMC Racing Team \| + 22" \| \| \| 9è \| Maciej Bodnar \| Bora-Hansgrohe \| + 23" \| \| \| 10è \| Yves Lampaert \| Quick-Step Floors \| + 23" \| \| |                       |                   |         |
| |                       |                   |         |
| Font: ProCyclingStats |                       |                   |         |
| Classificació de l'etapa |                       |                   |         |
| Corredor | Corredor              | Equip             | Temps   |
| 1r | Stefan Küng           | BMC Racing Team   | 14' 11" |
| 2n | Victor Campenaerts    | Lotto-Soudal      | + 14"   |
| 3r | Søren Kragh Andersen  | Team Sunweb       | + 15"   |
| 4t | Michael Matthews      | Team Sunweb       | + 15"   |
| 5è | Maximilian Schachmann | Quick-Step Floors | + 19"   |
| 6è | Alex Dowsett          | Katusha-Alpecin   | + 19"   |
| 7è | Luke Durbridge        | Mitchelton-Scott  | + 20"   |
| 8è | Miles Scotson         | BMC Racing Team   | + 22"   |
| 9è | Maciej Bodnar         | Bora-Hansgrohe    | + 23"   |
| 10è | Yves Lampaert         | Quick-Step Floors | + 23"   |

| \| Classificació general \| Classificació general \| Classificació general \| Classificació general \| Classificació general \| \| Corredor \| Corredor \| Equip \| Temps \| \| \| --------------------- \| --------------------- \| --------------------- \| --------------------- \| --------------------- \| \| 1r \| Stefan Küng \| BMC Racing Team \| 4h 15' 11" \| \| \| 2n \| Victor Campenaerts \| Lotto-Soudal \| + 14" \| \| \| 3r \| Søren Kragh Andersen \| Team Sunweb \| + 15" \| \| \| 4t \| Michael Matthews \| Team Sunweb \| + 15" \| \| \| 5è \| Maximilian Schachmann \| Quick-Step Floors \| + 19" \| \| \| 6è \| Alex Dowsett \| Katusha-Alpecin \| + 19" \| \| \| 7è \| Luke Durbridge \| Mitchelton-Scott \| + 20" \| \| \| 8è \| Miles Scotson \| BMC Racing Team \| + 22" \| \| \| 9è \| Maciej Bodnar \| Bora-Hansgrohe \| + 23" \| \| \| 10è \| Yves Lampaert \| Quick-Step Floors \| + 23" \| \| |                       |                   |            |
| |                       |                   |            |
| Font: ProCyclingStats |                       |                   |            |
| Classificació general |                       |                   |            |
| Corredor | Corredor              | Equip             | Temps      |
| 1r | Stefan Küng           | BMC Racing Team   | 4h 15' 11" |
| 2n | Victor Campenaerts    | Lotto-Soudal      | + 14"      |
| 3r | Søren Kragh Andersen  | Team Sunweb       | + 15"      |
| 4t | Michael Matthews      | Team Sunweb       | + 15"      |
| 5è | Maximilian Schachmann | Quick-Step Floors | + 19"      |
| 6è | Alex Dowsett          | Katusha-Alpecin   | + 19"      |
| 7è | Luke Durbridge        | Mitchelton-Scott  | + 20"      |
| 8è | Miles Scotson         | BMC Racing Team   | + 22"      |
| 9è | Maciej Bodnar         | Bora-Hansgrohe    | + 23"      |
| 10è | Yves Lampaert         | Quick-Step Floors | + 23"      |

### Etapa 3
| \| Classificació de l'etapa \| Classificació de l'etapa \| Classificació de l'etapa \| Classificació de l'etapa \| Classificació de l'etapa \| \| Corredor \| Corredor \| Equip \| Temps \| \| \| ------------------------ \| ------------------------ \| ---------------------------- \| ------------------------ \| ------------------------ \| \| 1r \| Taco van der Hoorn \| Roompot-Nederlandse Loterij \| 3h 47' 42" \| \| \| 2n \| Maxime Vantomme \| WB-Aqua Protect-Veranclassic \| + 3" \| \| \| 3r \| Sean De Bie \| Verandas Willems-Crelan \| + 3" \| \| \| 4t \| Matej Mohorič \| Bahrain-Merida \| + 3" \| \| \| 5è \| Jesper Asselman \| Roompot-Nederlandse Loterij \| + 35" \| \| \| 6è \| Dylan Groenewegen \| LottoNL-Jumbo \| + 1' 11" \| \| \| 7è \| Rüdiger Selig \| Bora-Hansgrohe \| + 1' 11" \| \| \| 8è \| Fabio Jakobsen \| Quick-Step Floors \| + 1' 11" \| \| \| 9è \| Max Walscheid \| Team Sunweb \| + 1' 11" \| \| \| 10è \| Tom Van Asbroeck \| EF Education First-Drapac \| + 1' 11" \| \| |                    |                              |            |
| |                    |                              |            |
| Font: ProCyclingStats |                    |                              |            |
| Classificació de l'etapa |                    |                              |            |
| Corredor | Corredor           | Equip                        | Temps      |
| 1r | Taco van der Hoorn | Roompot-Nederlandse Loterij  | 3h 47' 42" |
| 2n | Maxime Vantomme    | WB-Aqua Protect-Veranclassic | + 3"       |
| 3r | Sean De Bie        | Verandas Willems-Crelan      | + 3"       |
| 4t | Matej Mohorič      | Bahrain-Merida               | + 3"       |
| 5è | Jesper Asselman    | Roompot-Nederlandse Loterij  | + 35"      |
| 6è | Dylan Groenewegen  | LottoNL-Jumbo                | + 1' 11"   |
| 7è | Rüdiger Selig      | Bora-Hansgrohe               | + 1' 11"   |
| 8è | Fabio Jakobsen     | Quick-Step Floors            | + 1' 11"   |
| 9è | Max Walscheid      | Team Sunweb                  | + 1' 11"   |
| 10è | Tom Van Asbroeck   | EF Education First-Drapac    | + 1' 11"   |

| \| Classificació general \| Classificació general \| Classificació general \| Classificació general \| Classificació general \| \| Corredor \| Corredor \| Equip \| Temps \| \| \| --------------------- \| --------------------- \| ---------------------------- \| --------------------- \| --------------------- \| \| 1r \| Matej Mohorič \| Bahrain-Merida \| 8h 03' 45" \| \| \| 2n \| Sean De Bie \| Verandas Willems-Crelan \| + 1" \| \| \| 3r \| Stefan Küng \| BMC Racing Team \| + 19" \| \| \| 4t \| Maxime Vantomme \| WB-Aqua Protect-Veranclassic \| + 25" \| \| \| 5è \| Taco van der Hoorn \| Roompot-Nederlandse Loterij \| + 31" \| \| \| 6è \| Victor Campenaerts \| Lotto-Soudal \| + 33" \| \| \| 7è \| Søren Kragh Andersen \| Team Sunweb \| + 34" \| \| \| 8è \| Michael Matthews \| Team Sunweb \| + 34" \| \| \| 9è \| Maximilian Schachmann \| Quick-Step Floors \| + 38" \| \| \| 10è \| Alex Dowsett \| Katusha-Alpecin \| + 38" \| \| |                       |                              |            |
| |                       |                              |            |
| Font: ProCyclingStats |                       |                              |            |
| Classificació general |                       |                              |            |
| Corredor | Corredor              | Equip                        | Temps      |
| 1r | Matej Mohorič         | Bahrain-Merida               | 8h 03' 45" |
| 2n | Sean De Bie           | Verandas Willems-Crelan      | + 1"       |
| 3r | Stefan Küng           | BMC Racing Team              | + 19"      |
| 4t | Maxime Vantomme       | WB-Aqua Protect-Veranclassic | + 25"      |
| 5è | Taco van der Hoorn    | Roompot-Nederlandse Loterij  | + 31"      |
| 6è | Victor Campenaerts    | Lotto-Soudal                 | + 33"      |
| 7è | Søren Kragh Andersen  | Team Sunweb                  | + 34"      |
| 8è | Michael Matthews      | Team Sunweb                  | + 34"      |
| 9è | Maximilian Schachmann | Quick-Step Floors            | + 38"      |
| 10è | Alex Dowsett          | Katusha-Alpecin              | + 38"      |

### Etapa 4
| \| Classificació de l'etapa \| Classificació de l'etapa \| Classificació de l'etapa \| Classificació de l'etapa \| Classificació de l'etapa \| \| Corredor \| Corredor \| Equip \| Temps \| \| \| ------------------------ \| ------------------------ \| ------------------------- \| ------------------------ \| ------------------------ \| \| 1r \| Jasper Stuyven \| Trek-Segafredo \| 3h 44' 46" \| \| \| 2n \| Caleb Ewan \| Mitchelton-Scott \| + 0" \| \| \| 3r \| Zdeněk Štybar \| Quick-Step Floors \| + 0" \| \| \| 4t \| Rüdiger Selig \| Bora-Hansgrohe \| + 0" \| \| \| 5è \| Timothy Dupont \| Wanty-Groupe Gobert \| + 0" \| \| \| 6è \| Jean-Pierre Drucker \| BMC Racing Team \| + 0" \| \| \| 7è \| Ryan Gibbons \| Dimension Data \| + 0" \| \| \| 8è \| Tom Van Asbroeck \| EF Education First-Drapac \| + 0" \| \| \| 9è \| Daniel Hoelgaard \| Groupama-FDJ \| + 0" \| \| \| 10è \| Dylan Groenewegen \| LottoNL-Jumbo \| + 0" \| \| |                     |                           |            |
| |                     |                           |            |
| Font: ProCyclingStats |                     |                           |            |
| Classificació de l'etapa |                     |                           |            |
| Corredor | Corredor            | Equip                     | Temps      |
| 1r | Jasper Stuyven      | Trek-Segafredo            | 3h 44' 46" |
| 2n | Caleb Ewan          | Mitchelton-Scott          | + 0"       |
| 3r | Zdeněk Štybar       | Quick-Step Floors         | + 0"       |
| 4t | Rüdiger Selig       | Bora-Hansgrohe            | + 0"       |
| 5è | Timothy Dupont      | Wanty-Groupe Gobert       | + 0"       |
| 6è | Jean-Pierre Drucker | BMC Racing Team           | + 0"       |
| 7è | Ryan Gibbons        | Dimension Data            | + 0"       |
| 8è | Tom Van Asbroeck    | EF Education First-Drapac | + 0"       |
| 9è | Daniel Hoelgaard    | Groupama-FDJ              | + 0"       |
| 10è | Dylan Groenewegen   | LottoNL-Jumbo             | + 0"       |

| \| Classificació general \| Classificació general \| Classificació general \| Classificació general \| Classificació general \| \| Corredor \| Corredor \| Equip \| Temps \| \| \| --------------------- \| --------------------- \| ---------------------------- \| --------------------- \| --------------------- \| \| 1r \| Matej Mohorič \| Bahrain-Merida \| 11h 48' 28" \| \| \| 2n \| Sean De Bie \| Verandas Willems-Crelan \| + 3" \| \| \| 3r \| Stefan Küng \| BMC Racing Team \| + 22" \| \| \| 4t \| Maxime Vantomme \| WB-Aqua Protect-Veranclassic \| + 28" \| \| \| 5è \| Michael Matthews \| Team Sunweb \| + 30" \| \| \| 6è \| Taco van der Hoorn \| Roompot-Nederlandse Loterij \| + 32" \| \| \| 7è \| Victor Campenaerts \| Lotto-Soudal \| + 36" \| \| \| 8è \| Søren Kragh Andersen \| Team Sunweb \| + 37" \| \| \| 9è \| Maximilian Schachmann \| Quick-Step Floors \| + 41" \| \| \| 10è \| Alex Dowsett \| Katusha-Alpecin \| + 41" \| \| |                       |                              |             |
| |                       |                              |             |
| Font: ProCyclingStats |                       |                              |             |
| Classificació general |                       |                              |             |
| Corredor | Corredor              | Equip                        | Temps       |
| 1r | Matej Mohorič         | Bahrain-Merida               | 11h 48' 28" |
| 2n | Sean De Bie           | Verandas Willems-Crelan      | + 3"        |
| 3r | Stefan Küng           | BMC Racing Team              | + 22"       |
| 4t | Maxime Vantomme       | WB-Aqua Protect-Veranclassic | + 28"       |
| 5è | Michael Matthews      | Team Sunweb                  | + 30"       |
| 6è | Taco van der Hoorn    | Roompot-Nederlandse Loterij  | + 32"       |
| 7è | Victor Campenaerts    | Lotto-Soudal                 | + 36"       |
| 8è | Søren Kragh Andersen  | Team Sunweb                  | + 37"       |
| 9è | Maximilian Schachmann | Quick-Step Floors            | + 41"       |
| 10è | Alex Dowsett          | Katusha-Alpecin              | + 41"       |

### Etapa 5
| \| Classificació de l'etapa \| Classificació de l'etapa \| Classificació de l'etapa \| Classificació de l'etapa \| Classificació de l'etapa \| \| Corredor \| Corredor \| Equip \| Temps \| \| \| ------------------------ \| ------------------------ \| ------------------------- \| ------------------------ \| ------------------------ \| \| 1r \| Magnus Cort Nielsen \| Astana \| 4h 39' 50" \| \| \| 2n \| Julius van den Berg \| EF Education First-Drapac \| + 0" \| \| \| 3r \| Alexis Gougeard \| AG2R La Mondiale \| + 0" \| \| \| 4t \| Jonas Rickaert \| Sport Vlaanderen-Baloise \| + 29" \| \| \| 5è \| Caleb Ewan \| Mitchelton-Scott \| + 33" \| \| \| 6è \| Matteo Pelucchi \| Bora-Hansgrohe \| + 33" \| \| \| 7è \| Florian Sénéchal \| Quick-Step Floors \| + 33" \| \| \| 8è \| Tom Devriendt \| Wanty-Groupe Gobert \| + 33" \| \| \| 9è \| Jens Debusschere \| Lotto-Soudal \| + 33" \| \| \| 10è \| Matej Mohorič \| Bahrain-Merida \| + 33" \| \| |                     |                           |            |
| |                     |                           |            |
| Font: ProCyclingStats |                     |                           |            |
| Classificació de l'etapa |                     |                           |            |
| Corredor | Corredor            | Equip                     | Temps      |
| 1r | Magnus Cort Nielsen | Astana                    | 4h 39' 50" |
| 2n | Julius van den Berg | EF Education First-Drapac | + 0"       |
| 3r | Alexis Gougeard     | AG2R La Mondiale          | + 0"       |
| 4t | Jonas Rickaert      | Sport Vlaanderen-Baloise  | + 29"      |
| 5è | Caleb Ewan          | Mitchelton-Scott          | + 33"      |
| 6è | Matteo Pelucchi     | Bora-Hansgrohe            | + 33"      |
| 7è | Florian Sénéchal    | Quick-Step Floors         | + 33"      |
| 8è | Tom Devriendt       | Wanty-Groupe Gobert       | + 33"      |
| 9è | Jens Debusschere    | Lotto-Soudal              | + 33"      |
| 10è | Matej Mohorič       | Bahrain-Merida            | + 33"      |

| \| Classificació general \| Classificació general \| Classificació general \| Classificació general \| Classificació general \| \| Corredor \| Corredor \| Equip \| Temps \| \| \| --------------------- \| --------------------- \| ---------------------------- \| --------------------- \| --------------------- \| \| 1r \| Matej Mohorič \| Bahrain-Merida \| 16h 28' 51" \| \| \| 2n \| Sean De Bie \| Verandas Willems-Crelan \| + 3" \| \| \| 3r \| Stefan Küng \| BMC Racing Team \| + 22" \| \| \| 4t \| Maxime Vantomme \| WB-Aqua Protect-Veranclassic \| + 28" \| \| \| 5è \| Michael Matthews \| Team Sunweb \| + 30" \| \| \| 6è \| Taco van der Hoorn \| Roompot-Nederlandse Loterij \| + 32" \| \| \| 7è \| Victor Campenaerts \| Lotto-Soudal \| + 36" \| \| \| 8è \| Søren Kragh Andersen \| Team Sunweb \| + 37" \| \| \| 9è \| Maximilian Schachmann \| Quick-Step Floors \| + 41" \| \| \| 10è \| Alex Dowsett \| Katusha-Alpecin \| + 41" \| \| |                       |                              |             |
| |                       |                              |             |
| Font: ProCyclingStats |                       |                              |             |
| Classificació general |                       |                              |             |
| Corredor | Corredor              | Equip                        | Temps       |
| 1r | Matej Mohorič         | Bahrain-Merida               | 16h 28' 51" |
| 2n | Sean De Bie           | Verandas Willems-Crelan      | + 3"        |
| 3r | Stefan Küng           | BMC Racing Team              | + 22"       |
| 4t | Maxime Vantomme       | WB-Aqua Protect-Veranclassic | + 28"       |
| 5è | Michael Matthews      | Team Sunweb                  | + 30"       |
| 6è | Taco van der Hoorn    | Roompot-Nederlandse Loterij  | + 32"       |
| 7è | Victor Campenaerts    | Lotto-Soudal                 | + 36"       |
| 8è | Søren Kragh Andersen  | Team Sunweb                  | + 37"       |
| 9è | Maximilian Schachmann | Quick-Step Floors            | + 41"       |
| 10è | Alex Dowsett          | Katusha-Alpecin              | + 41"       |

### Etapa 6
| \| Classificació de l'etapa \| Classificació de l'etapa \| Classificació de l'etapa \| Classificació de l'etapa \| Classificació de l'etapa \| \| Corredor \| Corredor \| Equip \| Temps \| \| \| ------------------------ \| ------------------------ \| ------------------------ \| ------------------------ \| ------------------------ \| \| 1r \| Gregor Mühlberger \| Bora-Hansgrohe \| 4h 05' 10" \| \| \| 2n \| Tim Wellens \| Lotto-Soudal \| + 3" \| \| \| 3r \| Zdeněk Štybar \| Quick-Step Floors \| + 3" \| \| \| 4t \| Dylan van Baarle \| Team Sky \| + 3" \| \| \| 5è \| Maximilian Schachmann \| Quick-Step Floors \| + 5" \| \| \| 6è \| Greg Van Avermaet \| BMC Racing Team \| + 8" \| \| \| 7è \| Søren Kragh Andersen \| Team Sunweb \| + 8" \| \| \| 8è \| Oliver Naesen \| AG2R La Mondiale \| + 11" \| \| \| 9è \| Jay McCarthy \| Bora-Hansgrohe \| + 11" \| \| \| 10è \| Mads Würtz Schmidt \| Katusha-Alpecin \| + 11" \| \| |                       |                   |            |
| |                       |                   |            |
| Font: ProCyclingStats |                       |                   |            |
| Classificació de l'etapa |                       |                   |            |
| Corredor | Corredor              | Equip             | Temps      |
| 1r | Gregor Mühlberger     | Bora-Hansgrohe    | 4h 05' 10" |
| 2n | Tim Wellens           | Lotto-Soudal      | + 3"       |
| 3r | Zdeněk Štybar         | Quick-Step Floors | + 3"       |
| 4t | Dylan van Baarle      | Team Sky          | + 3"       |
| 5è | Maximilian Schachmann | Quick-Step Floors | + 5"       |
| 6è | Greg Van Avermaet     | BMC Racing Team   | + 8"       |
| 7è | Søren Kragh Andersen  | Team Sunweb       | + 8"       |
| 8è | Oliver Naesen         | AG2R La Mondiale  | + 11"      |
| 9è | Jay McCarthy          | Bora-Hansgrohe    | + 11"      |
| 10è | Mads Würtz Schmidt    | Katusha-Alpecin   | + 11"      |

| \| Classificació general \| Classificació general \| Classificació general \| Classificació general \| Classificació general \| \| Corredor \| Corredor \| Equip \| Temps \| \| \| --------------------- \| --------------------- \| --------------------------- \| --------------------- \| --------------------- \| \| 1r \| Matej Mohorič \| Bahrain-Merida \| 20h 34' 12" \| \| \| 2n \| Michael Matthews \| Team Sunweb \| + 30" \| \| \| 3r \| Taco van der Hoorn \| Roompot-Nederlandse Loterij \| + 32" \| \| \| 4t \| Søren Kragh Andersen \| Team Sunweb \| + 34" \| \| \| 5è \| Maximilian Schachmann \| Quick-Step Floors \| + 35" \| \| \| 6è \| Maciej Bodnar \| Bora-Hansgrohe \| + 36" \| \| \| 7è \| Victor Campenaerts \| Lotto-Soudal \| + 36" \| \| \| 8è \| Tim Wellens \| Lotto-Soudal \| + 37" \| \| \| 9è \| Yves Lampaert \| Quick-Step Floors \| + 43" \| \| \| 10è \| Dylan van Baarle \| Team Sky \| + 44" \| \| |                       |                             |             |
| |                       |                             |             |
| Font: ProCyclingStats |                       |                             |             |
| Classificació general |                       |                             |             |
| Corredor | Corredor              | Equip                       | Temps       |
| 1r | Matej Mohorič         | Bahrain-Merida              | 20h 34' 12" |
| 2n | Michael Matthews      | Team Sunweb                 | + 30"       |
| 3r | Taco van der Hoorn    | Roompot-Nederlandse Loterij | + 32"       |
| 4t | Søren Kragh Andersen  | Team Sunweb                 | + 34"       |
| 5è | Maximilian Schachmann | Quick-Step Floors           | + 35"       |
| 6è | Maciej Bodnar         | Bora-Hansgrohe              | + 36"       |
| 7è | Victor Campenaerts    | Lotto-Soudal                | + 36"       |
| 8è | Tim Wellens           | Lotto-Soudal                | + 37"       |
| 9è | Yves Lampaert         | Quick-Step Floors           | + 43"       |
| 10è | Dylan van Baarle      | Team Sky                    | + 44"       |

### Etapa 7
| \| Classificació de l'etapa \| Classificació de l'etapa \| Classificació de l'etapa \| Classificació de l'etapa \| Classificació de l'etapa \| \| Corredor \| Corredor \| Equip \| Temps \| \| \| ------------------------ \| ------------------------ \| ------------------------ \| ------------------------ \| ------------------------ \| \| 1r \| Michael Matthews \| Team Sunweb \| 4h 38' 36" \| \| \| 2n \| Greg Van Avermaet \| BMC Racing Team \| + 1" \| \| \| 3r \| Zdeněk Štybar \| Quick-Step Floors \| + 3" \| \| \| 4t \| Oliver Naesen \| AG2R La Mondiale \| + 3" \| \| \| 5è \| Maximilian Schachmann \| Quick-Step Floors \| + 3" \| \| \| 6è \| Tim Wellens \| Lotto-Soudal \| + 3" \| \| \| 7è \| Dion Smith \| Wanty-Groupe Gobert \| + 3" \| \| \| 8è \| Niki Terpstra \| Quick-Step Floors \| + 3" \| \| \| 9è \| Dylan van Baarle \| Team Sky \| + 3" \| \| \| 10è \| Jan Polanc \| UAE Team Emirates \| + 3" \| \| |                       |                     |            |
| |                       |                     |            |
| Font: ProCyclingStats |                       |                     |            |
| Classificació de l'etapa |                       |                     |            |
| Corredor | Corredor              | Equip               | Temps      |
| 1r | Michael Matthews      | Team Sunweb         | 4h 38' 36" |
| 2n | Greg Van Avermaet     | BMC Racing Team     | + 1"       |
| 3r | Zdeněk Štybar         | Quick-Step Floors   | + 3"       |
| 4t | Oliver Naesen         | AG2R La Mondiale    | + 3"       |
| 5è | Maximilian Schachmann | Quick-Step Floors   | + 3"       |
| 6è | Tim Wellens           | Lotto-Soudal        | + 3"       |
| 7è | Dion Smith            | Wanty-Groupe Gobert | + 3"       |
| 8è | Niki Terpstra         | Quick-Step Floors   | + 3"       |
| 9è | Dylan van Baarle      | Team Sky            | + 3"       |
| 10è | Jan Polanc            | UAE Team Emirates   | + 3"       |

## Classificació general
| \| Classificació general \| Classificació general \| Classificació general \| Classificació general \| Classificació general \| \| Corredor \| Corredor \| Equip \| Temps \| \| \| --------------------- \| --------------------- \| --------------------- \| --------------------- \| --------------------- \| \| 1r \| Matej Mohorič \| Bahrain-Merida \| 25h 13' 01" \| \| \| 2n \| Michael Matthews \| Team Sunweb \| + 5" \| \| \| 3r \| Tim Wellens \| Lotto-Soudal \| + 20" \| \| \| 4t \| Maximilian Schachmann \| Quick-Step Floors \| + 25" \| \| \| 5è \| Dylan van Baarle \| Team Sky \| + 34" \| \| \| 6è \| Greg Van Avermaet \| BMC Racing Team \| + 37" \| \| \| 7è \| Søren Kragh Andersen \| Team Sunweb \| + 39" \| \| \| 8è \| Gregor Mühlberger \| Bora-Hansgrohe \| + 43" \| \| \| 9è \| Niki Terpstra \| Quick-Step Floors \| + 43" \| \| \| 10è \| Jasper Stuyven \| Trek-Segafredo \| + 50" \| \| |                       |                   |             |
| |                       |                   |             |
| Font: ProCyclingStats |                       |                   |             |
| Classificació general |                       |                   |             |
| Corredor | Corredor              | Equip             | Temps       |
| 1r | Matej Mohorič         | Bahrain-Merida    | 25h 13' 01" |
| 2n | Michael Matthews      | Team Sunweb       | + 5"        |
| 3r | Tim Wellens           | Lotto-Soudal      | + 20"       |
| 4t | Maximilian Schachmann | Quick-Step Floors | + 25"       |
| 5è | Dylan van Baarle      | Team Sky          | + 34"       |
| 6è | Greg Van Avermaet     | BMC Racing Team   | + 37"       |
| 7è | Søren Kragh Andersen  | Team Sunweb       | + 39"       |
| 8è | Gregor Mühlberger     | Bora-Hansgrohe    | + 43"       |
| 9è | Niki Terpstra         | Quick-Step Floors | + 43"       |
| 10è | Jasper Stuyven        | Trek-Segafredo    | + 50"       |

## Evolució de les classificacions
| Etapa | Vencedor            | Classificació general | Classificació per punts | Classificació de la combativitat | Classificació per equips |
| ----- | ------------------- | --------------------- | ----------------------- | -------------------------------- | ------------------------ |
| 1     | Fabio Jakobsen      | Fabio Jakobsen        | Fabio Jakobsen          | Dries De Bondt                   | Quick-Step Floors        |
| 2     | Stefan Küng         | Stefan Küng           | Stefan Küng             | Dries De Bondt                   | BMC Racing               |
| 3     | Taco van der Hoorn  | Matej Mohorič         | Fabio Jakobsen          | Taco van der Hoorn               | BMC Racing               |
| 4     | Jasper Stuyven      | Matej Mohorič         | Caleb Ewan              | Elmar Reinders                   | BMC Racing               |
| 5     | Magnus Cort Nielsen | Matej Mohorič         | Caleb Ewan              | Dries De Bondt                   | BMC Racing               |
| 6     | Gregor Mühlberger   | Matej Mohorič         | Caleb Ewan              | Elmar Reinders                   | Quick-Step Floors        |
| 7     | Michael Matthews    | Matej Mohorič         | Zdeněk Štybar           | Elmar Reinders                   | Quick-Step Floors        |
| Final | Final               | Matej Mohorič         | Zdeněk Štybar           | Elmar Reinders                   | Quick-Step Floors        |